# Liste der Gemeindeteile der kreisfreien Stadt Würzburg
Die Liste der Gemeindeteile der kreisfreien Stadt Würzburg listet die 16 amtlich benannten Gemeindeteile (Hauptorte, Kirchdörfer, Pfarrdörfer, Dörfer, Weiler und Einöden) in der kreisfreien Stadt Würzburg auf.
Im Hauptort Würzburg ist dabei bereits das 1930 eingemeindete Heidingsfeld inbegriffen, dem die Gutshöfe Heuchelhof, Vogelshof und Zwickerleinshof zugehörten.

## Systematische Liste
Die kreisfreie Stadt Würzburg mit dem Hauptort Würzburg; die Pfarrdörfer Lengfeld, Oberdürrbach, Rottenbauer, Steinbachtal, Unterdürrbach, Versbach; die Siedlungen Pilziggrund, Schafhof; das Dorf Ziegelhütte; der Weiler Holzmühle; die Einöden Riedmühle, Rosenmühle, Schäfermühle, Herrnmühle, Straubmühle.

## Alphabetische Liste
- Herrnmühle
- Holzmühle
- Lengfeld
- Oberdürrbach
- Pilziggrund
- Riedmühle
- Rosenmühle
- Rottenbauer
- Schäfermühle
- Schafhof
- Steinbachtal
- Straubmühle
- Unterdürrbach
- Versbach
- Würzburg
- Ziegelhütte